# Серж Обен
Серж Обен (фр. Serge Aubin; нар. 15 лютого 1975, Валь-д'Ор, провінція Квебек, Канада) — професійний канадський хокеїст, згодом тренер. Під час своєї кар'єри хокеїста виступав в клубах Національної хокейної ліги, зокрема за Колорадо Аваланч, Колумбус Блю-Джекетс та Атланта Трешерс, клубах Національної ліги А: Серветт-Женева і Фрібур-Готтерон та Німецької хокейної ліги Гамбург Фрізерс.

## Ігрова кар'єра
У Драфті НХЛ 1994 був обраний в сьомому раунді, під номером 161, клубом Піттсбург Пінгвінс, це сталось після проведених Сержом двох сезонів в Квебекській хокейній лізі юніорів у клубах «Драммонвіль Волтижер» та «Гранбі Бізонс». З 1995 року Обен виступав у різних клубах нижчих ліг, в тому числі за «Гемптон Роадс Едміралс» (ХЛСУ) та «Сірак'юс Кранч» з Американської хокейної ліги. «Пінгвінс» розірвав контракт з Обеном в грудні 1998 року і до Колорадо Аваланч він прийшов як вільний агент.
Серж продовжував свої виступи у фарм-клубах, зокрема Герші Берс, але в сезоні 1998/99 дебютував в НХЛ за «Колорадо Аваланч» (провів один матч). Наступний сезон проводить у Герші, але зіграв 15 матчів в регулярному чемпіонаті (3 очка, 2 + 1) та 17 матчів (одна передача в активі) в плей-оф Кубка Стенлі за «Колорадо». «Лавини» поступились у фіналі Західної конференції проти Даллас Старс 3:4, контракт з Обеном продовжувати не стали.
Сезон 2000/01 років Серж Обен відіграв повністю в НХЛ за клуб Колумбус Блю-Джекетс — 81 матч, набрав 30 очок (13 + 17). Свій другий сезон в місті Колумбус, він також проводить в основі «Блю-Джекетс» — 71 матч, 16 очок (8 + 8). Наприкінці сезону з ним не поновлюють контракт і як вільний агент переходить до клубу Атланта Трешерс, де в сезоні 2003/04 набирає 25 очок (10 + 15) в 66 матчах.
Під час локауту в НХЛ 2004/05 років, Обен продовжив кар'єру в європейському клубі. Він підписав контракт із Серветт-Женева з Швейцарії, але повернувся в 2005/06 до «Трешерс», закинув сім шайб та зробив 17 гольових передач у 74 матчах. Після сезону, знову отримав пропозицію від женевського клубу та уклав контракт на три роки. У плей-оф NLA 2006/07 «Серветт» зазнав поразки в серії від СК «Берн» 1:4. В тому ж сезоні, Серж Обен разом з Кірбі Лоу переїхав на правах оренди до ХК «Біль» Національна ліга B з метою підтримки ХК «Біль» в раунді плей-оф. З сезону 2009/10 грав за «Фрібур-Готтерон», у 2011 році переїхав до Гамбургу.
2 вересня 2012 в матчі проти Айсберен Берлін, Обен отримав перелом п'ясткової фаланги суглоба великого пальця лівої руки, під час блокування кидка. Після декількох операцій Серж повернувся до клубу 15 грудня, а в січні 2013 року закінчив свою професійну кар'єру. У період з 2011 року і до кінця кар'єри Серж Обен в складі Гамбург Фрізерс провів 51 гру, закинув 14 шайб та зробив 20 гольових передач.

## Тренерська кар'єра
З сезону 2013/14 по 2015/16 тренер клубу «Гамбург Фрізерс».
З червня 2016 очолював австрійський клуб «Відень Кепіталс».
29 грудня 2017 року швейцарський ЦСК Лайонс оголосив, що Обен обійме посаду головного тренера, починаючи з сезону 2018–19. 14 січня 2019 року керівництво ЦСК Лайонс звільнило його з посади через незадовільні результати.
У травні 2019 року очолив німецький клуб «Айсберен Берлін».

## Нагороди та досягнення
Як гравець
- АХЛ All-Star Classic — 2000.
- АХЛ перша команда усіх зірок — 2000.
- Віце-чемпіон чемпіонату Швейцарії в складі Серветт-Женева — 2008.
- В команді усіх зірок Кубка Шпенглера у складі збірної Канади — 2008.

Як тренер
- Чемпіон Австрії в складі Відень Кепіталс — 2017.
- Чемпіон Німеччини в складі Айсберен Берлін — 2021, 2022, 2024.

## Статистика
| Сезон        | Клуб                     | Ліга         | Регулярний сезон | Регулярний сезон | Регулярний сезон | Регулярний сезон | Регулярний сезон | Плей-оф | Плей-оф | Плей-оф | Плей-оф | Плей-оф |
| Сезон        | Клуб                     | Ліга         | І                | Г                | П                | О                | ШХ               | І       | Г       | П       | О       | ШХ      |
| ------------ | ------------------------ | ------------ | ---------------- | ---------------- | ---------------- | ---------------- | ---------------- | ------- | ------- | ------- | ------- | ------- |
| 1992–93      | «Драммонвіль Волтижер»   | ГЮХЛК        | 65               | 16               | 34               | 50               | 30               | —       | —       | —       | —       | —       |
| 1993–94      | «Гранбі Бізонс»          | ГЮХЛК        | 63               | 42               | 32               | 74               | 80               | —       | —       | —       | —       | —       |
| 1994–95      | «Гранбі Бізонс»          | ГЮХЛК        | 60               | 37               | 73               | 110              | 55               | 11      | 8       | 15      | 23      | 4       |
| 1995–96      | «Гемптон Роадс Едміралс» | ХЛСУ         | 62               | 24               | 62               | 86               | 74               | 3       | 1       | 4       | 5       | 10      |
| 1995–96      | «Клівленд Лемберджекс»   | ІХЛ          | 2                | 0                | 0                | 0                | 0                | 2       | 0       | 0       | 0       | 0       |
| 1996–97      | «Клівленд Лемберджекс»   | ІХЛ          | 57               | 9                | 16               | 25               | 38               | 2       | 0       | 0       | 0       | 0       |
| 1997–98      | «Сірак'юс Кранч»         | АХЛ          | 55               | 6                | 14               | 20               | 57               | —       | —       | —       | —       | —       |
| 1997–98      | «Герші Берс»             | АХЛ          | 5                | 2                | 1                | 3                | 0                | 7       | 1       | 3       | 4       | 6       |
| 1998–99      | «Колорадо Аваланч»       | НХЛ          | 1                | 0                | 0                | 0                | 0                | —       | —       | —       | —       | —       |
| 1998–99      | «Герші Берс»             | АХЛ          | 64               | 30               | 39               | 69               | 58               | 3       | 0       | 1       | 1       | 2       |
| 1999–00      | «Герші Берс»             | АХЛ          | 58               | 42               | 38               | 80               | 56               | —       | —       | —       | —       | —       |
| 1999–00      | «Колорадо Аваланч»       | НХЛ          | 15               | 2                | 1                | 3                | 6                | 17      | 0       | 1       | 1       | 6       |
| 2000–01      | «Колумбус Блю-Джекетс»   | НХЛ          | 81               | 13               | 17               | 30               | 107              | —       | —       | —       | —       | —       |
| 2001–02      | «Колумбус Блю-Джекетс»   | НХЛ          | 71               | 8                | 8                | 16               | 32               | —       | —       | —       | —       | —       |
| 2002–03      | «Колорадо Аваланч»       | НХЛ          | 66               | 4                | 6                | 10               | 64               | 5       | 0       | 0       | 0       | 4       |
| 2003–04      | «Атланта Трешерс»        | НХЛ          | 66               | 10               | 15               | 25               | 73               | —       | —       | —       | —       | —       |
| 2004–05      | «Серветт-Женева»         | НЛА          | 6                | 2                | 1                | 3                | 8                | 3       | 1       | 2       | 3       | 2       |
| 2005–06      | «Атланта Трешерс»        | НХЛ          | 74               | 7                | 17               | 24               | 79               | —       | —       | —       | —       | —       |
| 2006–07      | «Серветт-Женева»         | НЛА          | 40               | 21               | 29               | 50               | 50               | 5       | 1       | 2       | 3       | 8       |
| 2006–07      | «Біль»                   | НЛБ          | —                | —                | —                | —                | —                | 10      | 6       | 13      | 19      | 10      |
| 2007–08      | «Серветт-Женева»         | НЛА          | 47               | 27               | 35               | 62               | 65               | 13      | 2       | 10      | 12      | 22      |
| 2008–09      | «Серветт-Женева»         | НЛА          | 36               | 14               | 28               | 42               | 61               | 4       | 0       | 3       | 3       | 4       |
| 2009–10      | «Фрібур-Готтерон»        | НЛА          | 49               | 20               | 21               | 41               | 62               | 5       | 0       | 2       | 2       | 2       |
| 2010–11      | «Фрібур-Готтерон»        | НЛА          | 31               | 7                | 17               | 24               | 12               | 4       | 0       | 0       | 0       | 4       |
| 2011–12      | «Гамбург Фрізерс»        | ДХЛ          | 46               | 11               | 20               | 31               | 59               | 5       | 3       | 0       | 3       | 2       |
| Усього в НХЛ | Усього в НХЛ             | Усього в НХЛ | 374              | 44               | 64               | 108              | 361              | 22      | 0       | 1       | 1       | 10      |